# Szerokodziób różowodzioby
Szerokodziób różowodzioby (Corydon sumatranus) – gatunek średniej wielkości ptaka z rodziny szerokodziobów (Eurylaimidae). Zasiedla południowo-wschodnią Azję, w tym część Indonezji. Niezagrożony wyginięciem.

## Taksonomia
Gatunek opisany po raz pierwszy w roku 1822 przez Thomasa Stamforda Rafflesa pod nazwą Coracias sumatranus. Holotyp pochodził z Sumatry. Rodzaj Corydon, którego szerokodziób różowodzioby jest jedynym przedstawicielem, opisał w roku 1828 René Primevère Lesson. Wyróżnia się cztery lub trzy podgatunki (patrz Podgatunki i zasięg występowania).

## Morfologia
Długość ciała wynosi 24–28,5 cm, masa ciała – około 140 g. U okazów z Muzeum Brytyjskiego średnia długość skrzydła wynosi ok. 14 cm, ogona – 10,9 cm. Głowa i reszta wierzchu ciała czarnobrązowa. Wierzch głowy, kark, kuper i pokrywy nadogonowe posiadają oliwkowy odcień. Na grzbiecie pomarańczowa plama. Skrzydła brązowe, nasady lotek I rzędu białe. Sterówki brązowe, na wszystkich poza dwoma środkowymi niemal przed końcem występuje biała plama, tworząca przy rozłożonym ogonie pas. Górna część piersi biaława, z pomarańczowobrązowymi obrzeżeniami piór. Reszta spodu ciała ciemnobrązowa. Tęczówki czerwonobrązowe, obecna fioletowawa obrączka oczna. Dziób od różowego do rogowego, brzegi szare. Nogi i stopy szaroróżowe lub brązowawe.

## Podgatunki i zasięg występowania
Wyróżnia się następujące podgatunki:
- C. s. laoensis Meyer de Schauensee, 1929 – południowa Mjanma do północnej Tajlandii i Indochin
- C. s. sumatranus (Raffles, 1822) – Półwysep Malajski i Sumatra
- C. s. brunnescens Hartert, 1916 – północno-zachodnie Borneo i północne Wyspy Natuna
- C. s. orientalis Mayr, 1938 – Borneo z wyjątkiem północno-zachodniej części; IOC włącza ten takson do brunnescens.

## Środowisko
Środowisko życia stanowią lasy, zarówno te wiecznie zielone, jak i z roślinami zrzucającymi liście, z dużą liczbą dwuskrzydlcowatych (Dipterocarpaceae) i mchów (Bryophyta), lasy rosnące na wapieniach lub torfowiskach. W Indochinach spotyka się szerokodzioby różowodziobe do 2000 m n.p.m., w Birmie do 1220 m n.p.m., na Tajlandii do około 1000 m n.p.m., zaś na Wyspach Natuna do 300 m n.p.m.

## Pożywienie
Żywi się bezkręgowcami, w tym prostoskrzydłymi (Orthoptera), żukowatymi (Scarabaeidae), pluskwiakami (Hemiptera) i mrówkami, oraz małymi jaszczurkami. Pożywienie zbiera z liści i gałęzi. Żeruje w grupach liczących 10–20 osobników, najaktywniejszy rankiem i o zmierzchu. Żeruje na wysokości 15–20 m nad ziemią, dużo wyżej niż inne szerokodzioby żyjące w podobnym środowisku.

## Lęgi

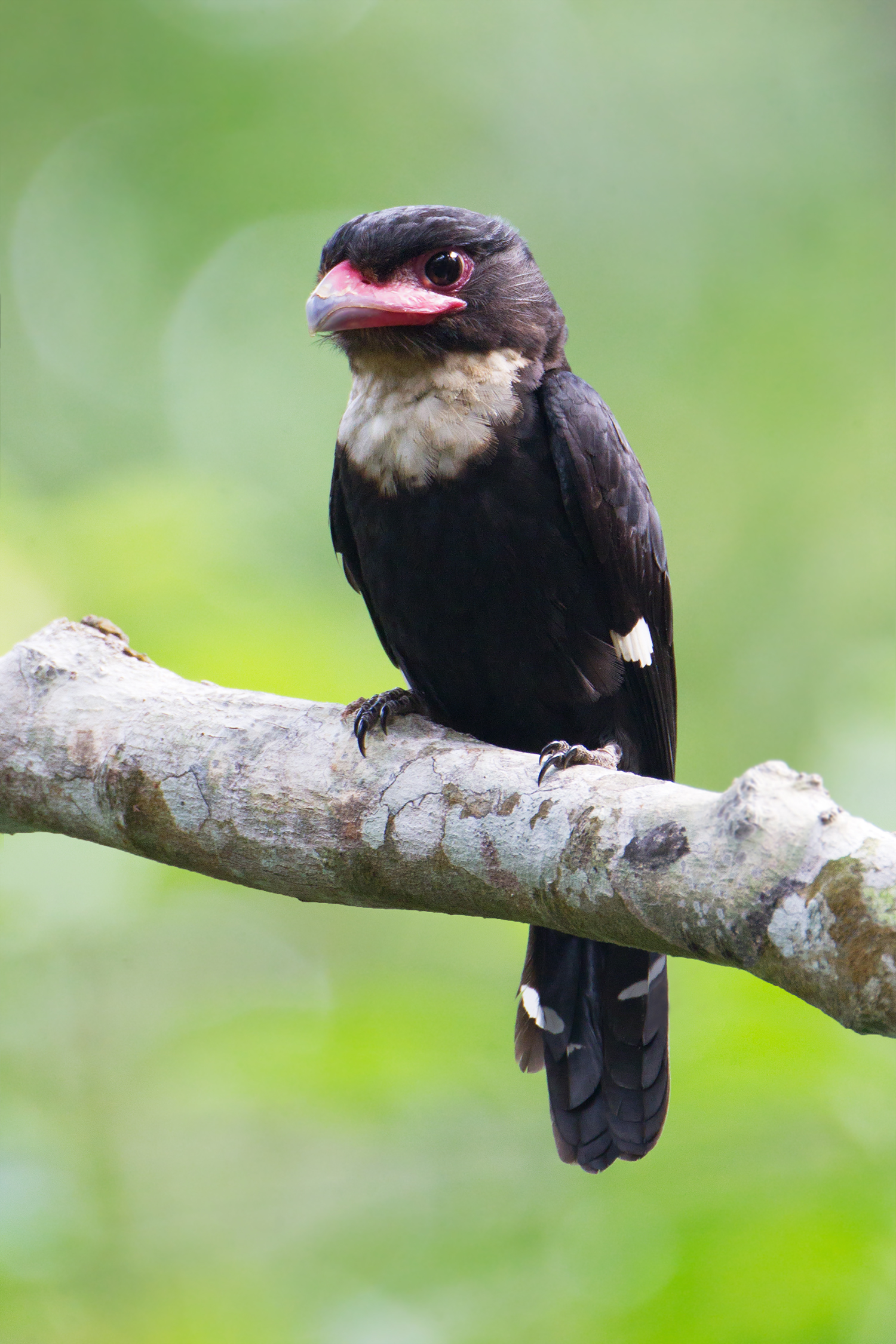
Osobnik sfotografowany w Tajlandii

Nieliczne źródła wspominają o okresie lęgowym rozpoczynającym się późną porą suchą na północy zasięgu; w Mjanmie trwa on od marca do maja (w prowincji Taninthayi grudzień i styczeń), w Tajlandii od kwietnia do grudnia, od marca do maja w Laosie, w sierpniu i wrześniu na Półwyspie Malajskim, od lutego do listopada na Sumatrze i od listopada do maja na Borneo. 
Gniazduje kooperatywnie, odnotowano do 10 ptaków w jednym gnieździe. Zwarte gniazdo ma kształt gruszkowaty, liczy do 2 m długości i 30 cm szerokości, niekiedy posiada zwisający „ogon” z roślinności liczący do 70 cm długości. Budowane jest przez oba ptaki z pary, niekiedy także pomocników lęgowych. Budulec stanowią patyki, małe korzenie, włókna epifitów, suchy mech, suche liście, liście bambusa i łodygi; prócz tego dokładają kokony owadów i pająków. Otwór wejściowy, mający wymiary około 5×6 cm, mieści się w około 1/3 wysokości od dołu. Gniazdo umiejscowione jest 4–13 m nad ziemia, niekiedy nad wodą. Zniesienie liczy 2–4 jaja, okres inkubacji i szczegóły dotyczące młodych nieznane.

## Status
Gatunek przez IUCN klasyfikowany jako najmniejszej troski (LC, Least Concern) nieprzerwanie od 1988 roku. Trend liczebności populacji uznawany jest za spadkowy ze względu na wycinkę prowadzoną w dogodnych dla niego siedliskach. Zanika w północnej Tajlandii. Status w Laosie niepewny, możliwe że C. sumatranus jest tam lokalnie pospolity. Na Półwyspie Malajskim i Sumatrze także lokalnie pospolity. Zasiedla obszary chronione, wymienić można Park Narodowy Kaeng Krachan w Tajlandii, Park Narodowy Cát Tiên w Wietnamie, Park Narodowy Taman Negara na Płw. Malajskim i Park Narodowy Way Kambas na Sumatrze.